# Heinrich I. von Liechtenstein
Heinrich I. von Liechtenstein (* 1216; † 11. Mai 1265) war ein Adliger und 1260 Landeshauptmann der Steiermark. In seinem Besitz waren Nikolsburg, Liechtenstein und Petronell. Mit ihm begann die ununterbrochene Ahnenreihe der späteren Fürstenfamilie Liechtenstein.

## Leben
Heinrichs Geburtsjahr und -ort sind nicht bekannt. 1245 soll er am Feldzug nach Thorn gegen die Prußen teilgenommen haben. 1246 war er auf Seiten des österreichischen Herzogs Friedrichs des Streitbaren an der Schlacht an der Leitha beteiligt, bei der Herzog Friedrich den Tod fand. Nachdem der böhmische König Wenzel I. 1247 nach dem Tod seines Sohnes Vladislav, der seit 1246 mit Gertrud von Babenberg verheiratet war, kampflos auf die Herzogtümer Österreich und Steiermark verzichtet hatte, bemühte sich sein Sohn, der damalige mährische Markgraf und böhmische Thronfolger Ottokar II. Přemysl, um eine Erhaltung der Kontakte zu den im mährisch-österreichischen Grenzgebiet ansässigen Adligen, zu denen auch Heinrich von Liechtenstein gehörte. Während der böhmischen Adelsrevolte von 1248 stand Heinrich von Liechtenstein zusammen mit Albero von Kuenring in enger Verbindung zu Ottokar Přemysl. Vermutlich deshalb erhielt er mit einer Schenkungsurkunde Ottokar Přemysls vom 14. Januar 1249 das südmährische Nikolsburg mitsamt den Dörfern Pardorf, Klentnitz, Muschau, Tannowitz und Bratelsbrunn als freies Eigentum.
Während der Verhandlungen 1251 um die Erhebung Ottokar Přemysls zum Herzog von Österreich führten Heinrich von Liechtenstein und Heinrich von Haßbach die österreichische Delegation an. Nach der Herrschaftsübernahme durch Ottokar II. Přemysl gehörte Heinrich von Liechtenstein zusammen mit anderen hochadeligen Herren zum Kreis der Ministerialen (ministeriales Austrie), die während der oft mehrmonatigen Abwesenheit Ottokars als Oberlandrichter wirkten oder den Vorsitz in den Landtaidingen innehatten und somit faktisch die Regierung führten.
Für den 24. Mai 1260 ist Heinrich von Liechtenstein als Landeshauptmann der Steiermark (capitaneus Styrie) belegt, nachdem er bereits vorher das Amt des Landrichters (iudex provincialis) innehatte. Zu Heinrichs Nachfolger im Amt des Landeshauptmanns ernannte Ottokar  Přemysl am 25. Dezember 1260 den südböhmischen Adligen Wok von Rosenberg. Trotzdem gehörte Heinrich von Liechtenstein weiterhin zu den einflussreichen Ministerialen. Mit einer am 1. Mai 1262 in Wien ausgestellten Urkunde bestätigte ihm König Ottokar II. Přemysl nochmals die Schenkung der Herrschaft Nikolsburg. Heinrichs Sohn Heinrich II. von Liechtenstein kämpfte dagegen 1278 an der Schlacht auf dem Marchfeld, bei der Ottokar Přemysl den Tod fand, auf Seiten Rudolfs von Habsburg.

## Familie
Heinrich I. von Liechtenstein war in erster Ehe mit Diemud N. N. verheiratet. Dieser Ehe entstammte der Sohn:
- Friedrich I. von Liechtenstein († ~1310), verheiratet mit Agnes von Himperg († nach 1310)

In zweiter Ehe vermählte sich Heinrich mit Mechthild N. N. († nach 1265). Dieser Ehe entstammten die Söhne:
- Hartneid († 1277)
- Heinrich II. von Liechtenstein, Herr zu Liechtenstein und Nikolsburg († 13. April 1314), verheiratet mit Petrissa von Zelking († 1318)